# Jocelyne Sagon
Jocelyne Sagon (ur. 7 czerwca 1960) – francuska zapaśniczka walcząca w stylu wolnym. Złota medalistka mistrzostw świata w 1989, a także mistrzostw Europy w 1988. Pierwsza na mistrzostwach Francji w 1985, 1987 i 1989; druga w 1988; trzecia w 1984 roku.